# RAAAF
RAAAF is een experimentele studio op het grensvlak van beeldende kunst, architectuur, en academische filosofie. De studio werd in 2006 opgericht door Prix de Rome-winnaar Ronald Rietveld en filosoof Erik Rietveld. 

## Werkwijze
De projecten van RAAAF worden gekenmerkt door radicale ingrepen op locaties die reeds van culturele betekenis zijn. Zo werd bijvoorbeeld voor het werk Bunker 599 een monumentale bunker die onderdeel uitmaakt van de Nieuwe Hollandse Waterlinie door midden gezaagd, en werd voor Deltawerk // testfaciliteit de Deltagoot tot kunstwerk getransformeerd. Het publiek wordt door de kunstzinnige installaties en ingrepen van RAAAF uitgenodigd om na te denken over het beleid rondom thema's als klimaatverandering, militair erfgoed, leegstand, en werkomgeving.

## Kunstwerken

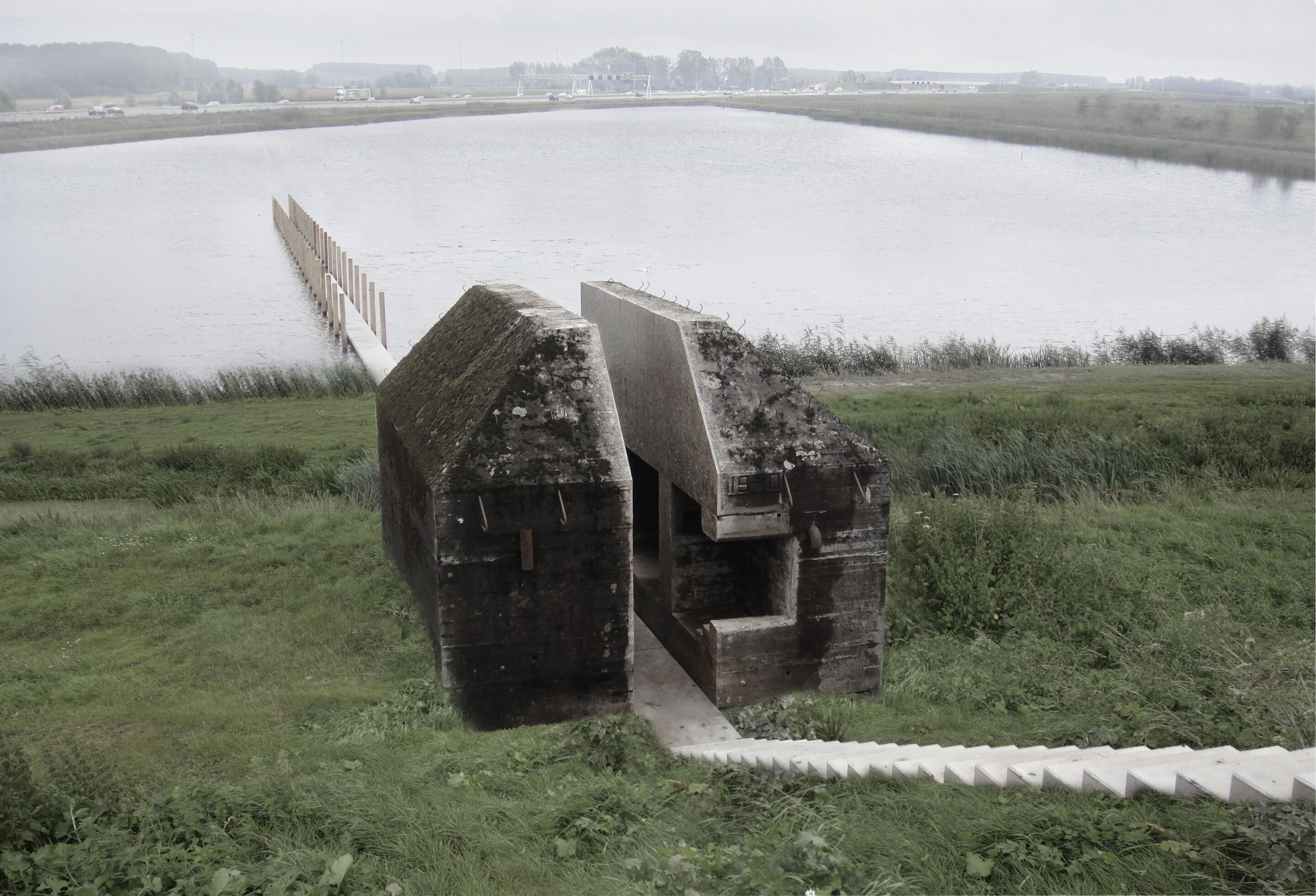
Bunker 599 - Nieuwe Hollandse Waterlinie, 2013, RAAAF I Atelier de Lyon
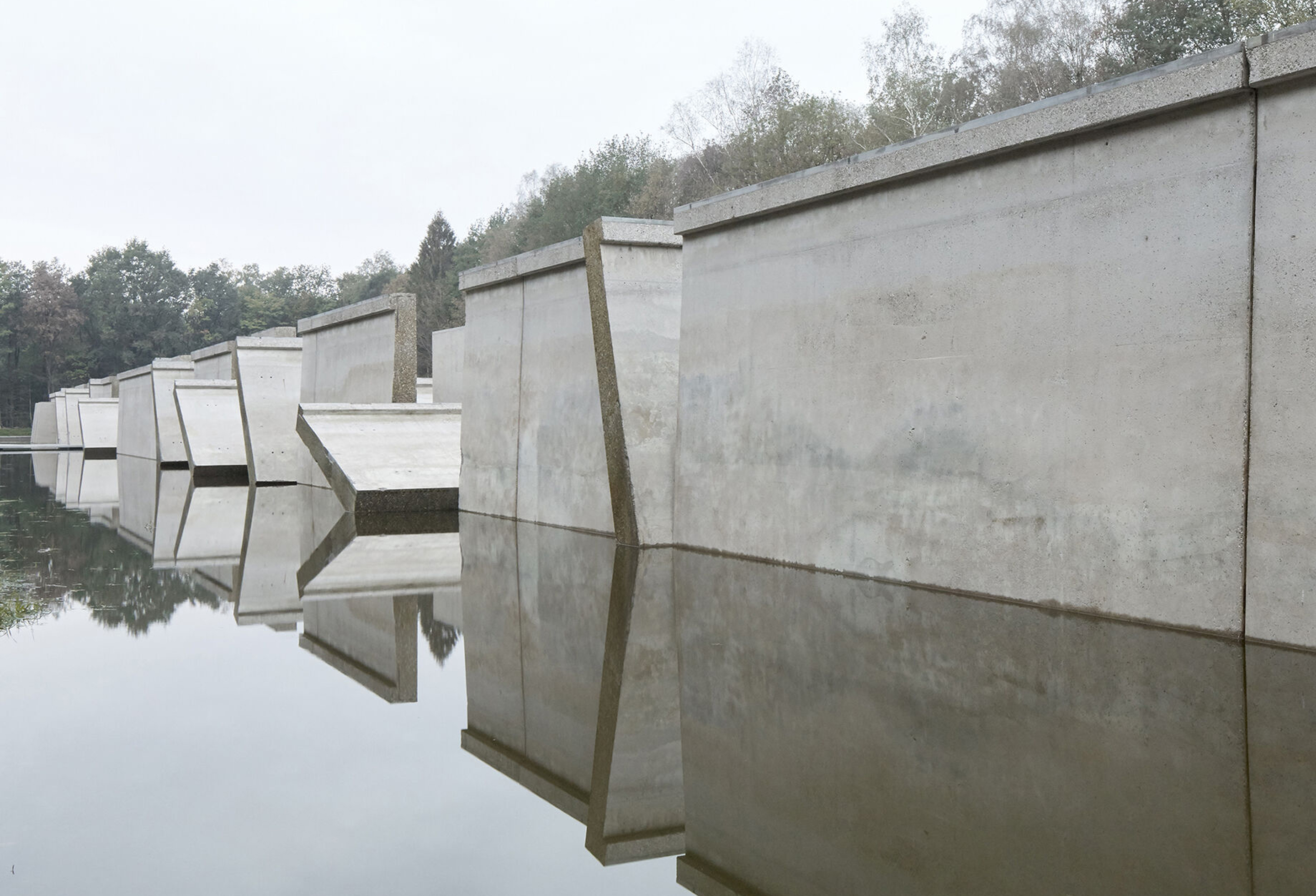
Deltawerk // - Land Art Flevoland collection, Waterloopbos, 2018, RAAAF I Atelier de Lyon
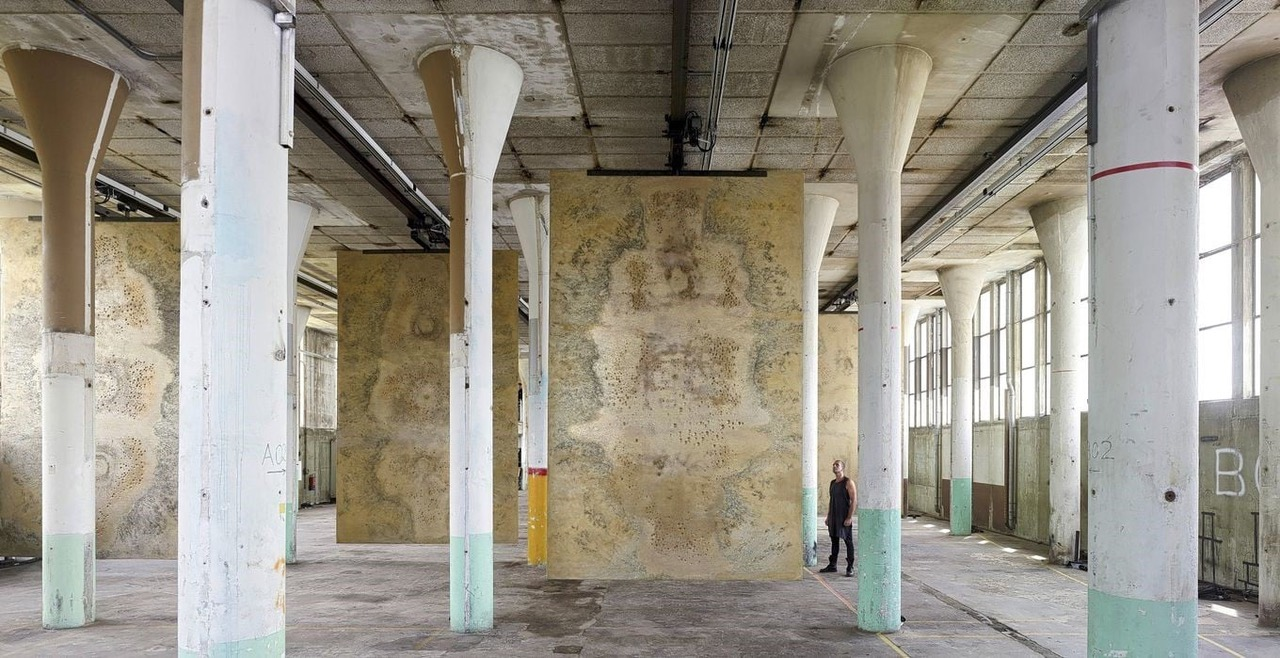
Still Life - Museum Het HEM, Amsterdam, 2019, RAAAF

## Erkenning
Het werk van RAAAF is nationaal en internationaal tentoongesteld. In 2016 zijn de oprichters van RAAAF toegetreden tot de Akademie van Kunsten van de Koninklijke Nederlandse Akademie van Wetenschappen.